# Tony Jeffries
Tony Jeffries (n. 2 martie 1985, Sunderland, Anglia, Regatul Unit) este un boxer ce a reprezentat Regatul Unit al Marii Britanii și al Irlandei de Nord, medaliat olimpic. A participat la o ediție a Jocurilor Olimpice (2008) în care a câștigat o medalie de bronz.